# Вейле-ван
Вейле-ван (кит. трад.: 威烈王; піньїнь: Wēiliè) — 20-й ван Східної Чжоу, син Као-вана.

## Правління
У 403 році до н.е., після 20 років дипломатичної боротьби, Вейле-ван офіційно визнав три окремі провінції в царстві Цзінь — (Хань, Вей і Чжао), що набули статусу феодальних держав, а їх володарі отримали титул чжухоу. Вони виконували роль буферу між імператорським доменом і володіннями Цінь.